# Carles Bort i Bort
Carles Bort i Bort (Barcelona, 1900 — Barcelona, 1922) fou un obrer metalúrgic i anarcosindicalista català, del barri de Gràcia de Barcelona, membre de l'anomenat Sindicat Únic i víctima dels pistolers de la Unió de Sindicats Lliures.

## L'atemptat de 1920
El 30 de novembre de 1920 un grup d'individus armats, pistolers dels Sindicats Lliures, varen entrar al bar Vicens del carrer Salmerón (actualment, carrer Gran de Gràcia) del barri de Gràcia i li varen disparar diverses vegades. L'atemptat el va deixar malferit, tot i que els pistolers de la patronal pensaren que havia mort. Els agressors van aconseguir fugir sense que cap d'ells fos detingut.
El seu amic íntim, Juan Canela i Recasens, morí en un atemptat semblant el dissabte anterior en el bar El Ciclista de la Plaça de Bonsuccés.

## Antecedents
Entre gener i juny, el mateix any de l'atemptat, Bort va estar empresonat, com a pres governatiu, a la presó Model de Barcelona. Des de la presó, va escriure una sentida carta als companys anarquistes del barri de Gràcia per la mort a la presó del company Ramon Mayoral, l'enterrament del qual fou multitudinari, amb presència majoritària d'obreres de les fàbriques de Gràcia i de Sant Martí de Provençals.
Carles Bort, com molts anarquistes de l'época, va ser autodidacta i era poseidor d'un gran bagatge cultural. Havia llegit els clàssics; s'interessava per les descobertes científiques de la humanitat i sobretot era lector d'intel·lectuals llibertaris com Sébastien Faure, Eliseu Reclus i altres.

## Després de l'atemptat
Després de l'atemptat el traslladaren a l'Hospital Clínic on es va recuperar. Malgrat tot, no era segur quedar-se a Barcelona, i va marxar a València on va contactar amb la CNT. Tot i així, en aquesta ciutat, sense certificat de bona conducta, va tenir moltes dificultats per trobar feina. De manera que va tornar a Barcelona per un temps breu.
Posteriorment i per consell familiar va decidir "desaparèixer" de l'escenari políticosocial i s'allistà a l'exèrcit, amb destí final a Ceuta, al Cos de Sapadors. Les insurreccions rifenyes eren constants i la seva vida, malgrat estar un temps a les oficines, no fou agradable. Va prendre part en alguns combats on van haver baixes.

## Seqüeles i mort
L'atemptat sofert havia deixat serioses seqüeles en la seva salut, malgrat la seva joventut. Va fer estades a l'hospital O'Donell de Ceuta i a l'hospital Alfons XIII de Madrid. L'any 1922, de retorn a casa, greument malalt —probablement de tuberculosi— i afeblit per les seqüeles de l'atemptat, moria.
Fins al 2007 es va pensar que havia mort en l'atemptat, però aquell any, un nebot seu, va explicar la història real a Manel Aísa, president de l'Ateneu Enciclopèdic Popular.